# Paul de Kock

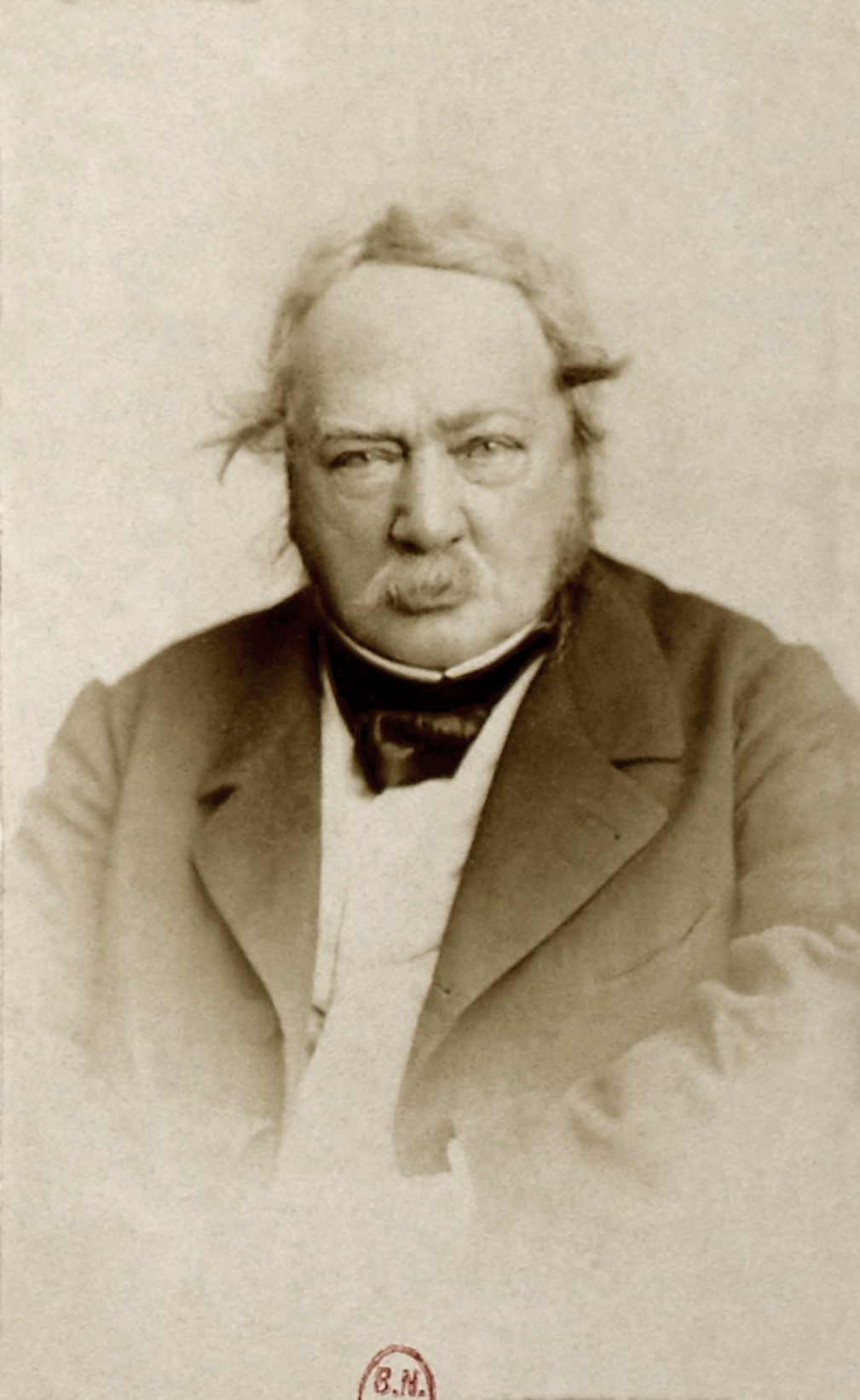
Charles Paul de Kock

Charles Paul de Kock (* 21. Mai 1793 in Passy, heute Stadt Paris; † 27. August 1871 in Romainville, heute Stadt Les Lilas, Département Seine-Saint-Denis) war ein französischer Romanschriftsteller und Dramatiker.

## Leben
Charles Paul de Kock war ein Sohn des niederländischen Bankiers Johannes Conradus de Kock und dessen Ehefrau Anne-Marie Perret, einer Bürgerin aus Basel. Während der Terrorherrschaft der französischen Revolution wurde sein Vater, der 1793 in die Armee des Generals Charles-François Dumouriez eingetreten war, um der Freiheit seiner alten holländischen Heimat zu dienen, am 24. März 1794 guillotiniert und das Vermögen der Familie beschlagnahmt. Die Witwe heiratete aus wirtschaftlicher Not um 1800 einen „Monsieur Gaigneau, […] Bürovorsteher bei der Steuerdirektion in Paris“. Gaigneau war spielsüchtig und kümmerte sich wenig um seinen Stiefsohn, der von einem Hauslehrer unterrichtet wurde. Der junge Paul de Kock entwickelte einen außerordentlichen Lesehunger, las klassische Werke, mit großer Leidenschaft aber vor allem Romane. „Ganz besonders […] zogen ihn die Romane Pigault-Lebruns an, die ihn wohl zum Schreiben seines ersten eigenen Romans veranlaßt haben, den er als Siebzehnjähriger verfaßte.“ Bevor Paul de Kock jedoch selbst literarische Wege beschritt, machte er auf Wunsch seiner Mutter eine Banklehre und arbeitete von 1808 bis 1813 in einem Pariser Bankhaus.
Aus dieser Zeit stammen auch seine ersten literarischen Versuche. Für sein Erstlingswerk, den Roman „L’enfant de ma femme“, konnte er zunächst keinen Verleger gewinnen. Er ließ es 1813 auf eigene Kosten drucken. Das Buch fand jedoch weder Abnehmer noch Leser. Paul de Kock versuchte nach diesem Misserfolg sein Glück als Bühnendichter und schrieb Melodramen, die auf den Pariser Bühnen durchschlagenden Erfolg hatten. Jetzt interessierten sich auch Pariser Verleger lebhaft für seine Romane und Erzählungen, die den Erfolg seiner Bühnenwerke noch in den Schatten stellten. Mit seinen pikanten, oft etwas frivolen Darstellungen der Sitten und Gebrechen der Pariser Gesellschaft wurde Paul de Kock der Liebling des französischen und in den kommenden Jahrzehnten auch des europäischen Leihbibliothekenpublikums.
Paul de Kock gehörte zu den bestbezahlten Autoren Frankreichs und erwarb sich mit seinen Werken ein Vermögen. 1832 kaufte er ein Landhaus und einen großen Garten im Bois de Romainville, wo er im Sommer für seine zahlreichen Freunde und Verehrer große Feste gab. Dabei veranstaltete er im Freien auch private Theateraufführungen. Seine eher bescheidene Stadtwohnung am Boulevard Saint-Martin in Paris behielt er jedoch. 1827 heiratete er und gründete eine Familie; von seinen Kindern überlebten ihn nur zwei. Sein Sohn Henri (geb. am 25. April 1821, gestorben 1892) wurde ebenfalls Schriftsteller; seine Tochter Caroline, die unverheiratet blieb, kümmerte sich um den Haushalt des Vaters, da er schon 1842 seine Ehefrau verloren hatte. Paul de Kock arbeitete unablässig, zuletzt an seinen Memoiren, die jedoch unvollendet blieben. Im Sommer 1870, offenbar bei Ausbruch des Deutsch-Französischen Krieges, stellte er seine literarischen Arbeiten ein. Das letzte Lebensjahr verbrachte er untätig in Paris. Sein großes Anwesen in Romainville wurde während des Krieges und des Aufstands der Pariser Kommune geplündert und verwüstet. Die Wiederherstellung des Hauses erlebte er nicht mehr.
Sein Sohn Henry de Kock wurde durch zahlreiche Romane und Theaterstücke bekannt. Er ist auch der Verfasser der Souvenirs et notes intimes de Napoléon III à Wilhelmshoehe (1871).
Der niederländische General und Politiker Hendrik Merkus de Kock (1779–1845) war ein Halbbruder Paul de Kocks.

## Rezeption
Die Gesamtausgabe seiner Werke (Paris. 1844–45) umfasst 56 Bände; seine Romane, von denen er einen Teil auch zu Vaudevilles verarbeitet hat, wurden fast ausnahmslos auch ins Deutsche übersetzt.

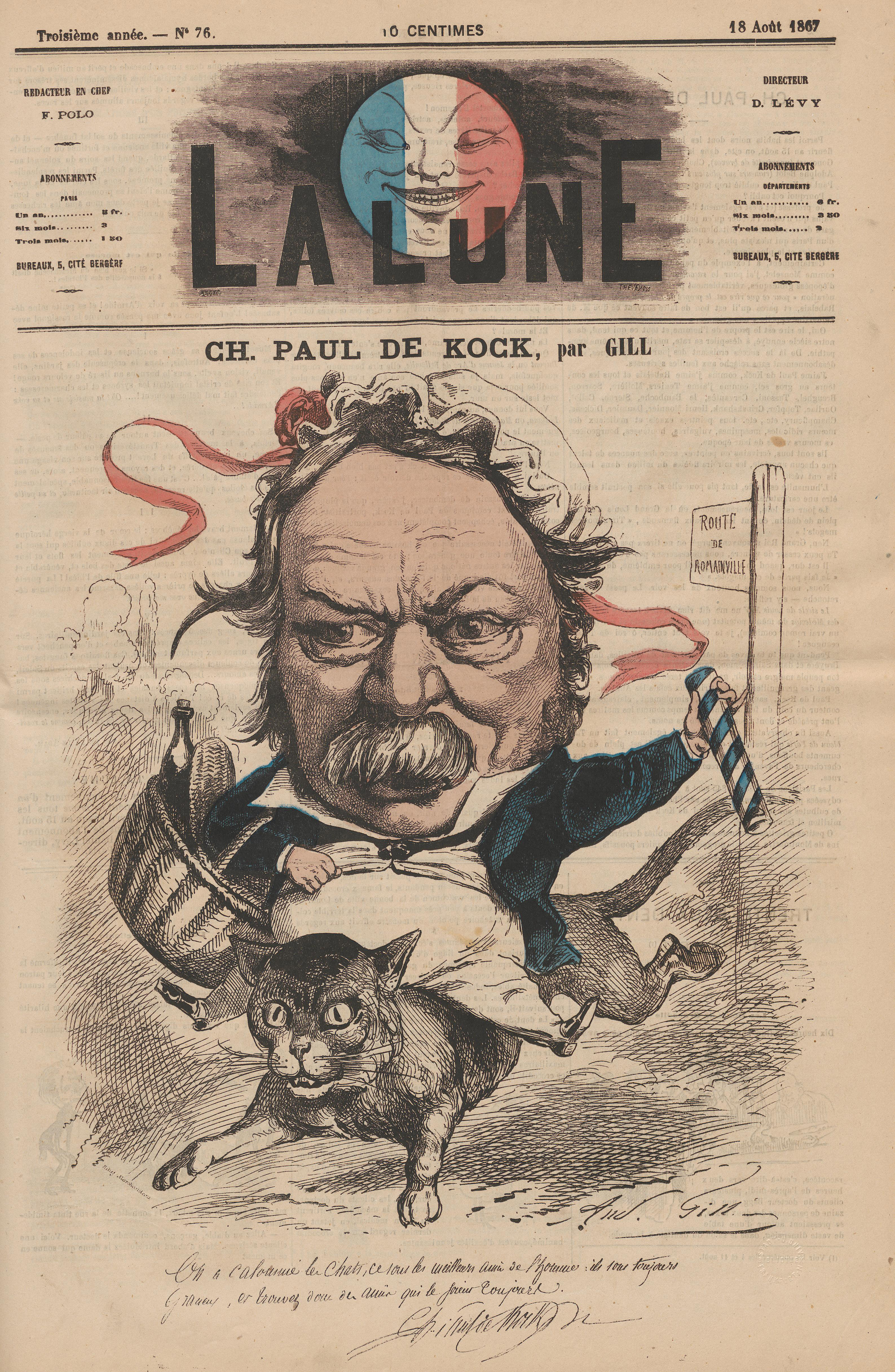
André Gill: Karikatur von Paul de Kock, in La Lune, 18. August 1867

## Werke (Auswahl)
- L’enfant de ma femme (1812)
- Georgette ou la nièce du Tabellion (1821)
- Gustave, le mauvais sujet (1821)
- André, le Savoyard (1826)
- La laitière de Montfermeil (1827)
- Le barbier de Paris (1827)
- La femme, le mari et l’amant (1829)
- Le cocu (1831)
- La pucelle de Belleville (1834)
- Un tourlourou (1837)[3]
- La maison blanche (1840)[4]
- Sans-cravate ou les commissionnaires (1844) (2 Bde.)
- La bouquetière du château d’eau (1855)
- La fille aux trois jupons (1867)
- Madame Tapin (1868)

### Deutschsprachige Ausgaben
- Frau, Mann und Liebhaber. Breslau 1837, online Bd. 1
- Gustav oder der Bruder Liederlich. Übersetzer: Heinrich Elsner. Leipzig 1837, online
- Weder: Nie! noch: Immerfort! ist der Liebe Losungswort. Übersetzer: Heinrich Elsner. Leipzig 1837, online
- Dieser Herr. Übersetzung: St. Friedrich. Leipzig 1843, online Bd. 1, online Bd. 2
- Carotin. Roman. Übersetzer: August Schrader. Leipzig 1846, online
- Pariser Skizzen, 3 Bände in einem Buch, Übersetzer: Elsner, Stuttgart : Scheible, Rieger, & Sattler, 1846
- Der Burgundische Postillon. Humoristischer Roman. Übersetzer: August Schrader. Leipzig 1847, online
- Ambroisine, die schöne Baderin, oder Paris in der guten alten Zeit. Übersetzer:Ludwig Fort. Leipzig 1854, online
- Eine Emanzipirte. Übersetzung: St. Friedrich. Leipzig 1850, online
- Das Blumenmädchen von Paris. Übersetzung: G. F. W. Rödiger. Wien 1855, online
- Frau von Monflanquin oder wie die That so der Lohn. Übersetzer: Ludwig Fort. Leipzig 1856, online
- Die Kinder des Boulevard. Roman. Übersetzung: A. Kretzschmar. Leipzig 1864, online
- Cartouche's Enkel. Fortsetzung von ›Die Kinder des Boulevard‹. Übersetzung: A. Kretzschmar. Leipzig 1864, online Bd. 1
- Weiber, Wein und Spiel! Roman. Übersetzer: Max Stein. Leipzig 1864, online
- Johannisbeeren. Humoristischer Roman. Wien 1865, online
- Kleine Bäche – große Flüsse. Humoristischer Roman. Leipzig 1867, online
- Ein curioses Haus. Roman. Leipzig 1868, online
- Verfehlte Existenzen (Madame Tapin). Roman. Übersetzer: August Kretzschmar. Leipzig 1868, online
- Das Kind meiner Frau. Hamburg 2012.